# Stéphane Sarrazin
Stéphane Jean-Marc Sarrazin (* 2. November 1975 in Alès) ist ein ehemaliger französischer Automobilrennfahrer. 

## Karriere

### Anfänge im Motorsport
Sarrazin fuhr von 1988 bis 1992 Kartrennen, bevor er 1993 in die französische Formel-Renault-Meisterschaft einstieg, deren Gesamtwertung er 1994 gewinnen konnte und dabei nach elf von zwölf Rennen auf dem Podium stand. Im selben Jahr nahm er erstmals an Rallyeveranstaltungen teil. Zwischen 1995 und 1997 fuhr er die französische Formel-3-Meisterschaft, die er im letzten Jahr als Vizemeister beenden konnte. 1998 wechselte er in die Formel 3000 und gewann bereits in seiner ersten Saison das Rennen in Oschersleben und errang den sechsten Platz in der Gesamtwertung. Im darauffolgenden Jahr konnte er das Formel-3000-Rennen auf dem Hungaroring gewinnen und erzielte zwei weitere Podiumsplatzierungen. In den darauffolgenden Jahren fuhr er nur noch einzelne Rennen der Meisterschaft, sein bestes Ergebnis in diesem Zeitraum war 2001 der dritte Platz auf dem Stadtkurs in Monaco.

### Formel 1
Zwischen 1998 und 2001 war Sarrazin Formel-1-Testfahrer bei Prost Grand Prix und hatte am 11. April 1999 seinen einzigen Formel-1-Einsatz. Er ersetzte beim Großen Preis von Brasilien den verletzten Minardi-Fahrer Luca Badoer. Für das Rennen in Interlagos qualifizierte sich Stéphane Sarrazin auf den 17. Startplatz, vor seinem Teamkollegen Marc Gené. Im Rennen drehte er sich und schied in Runde 31 aus. 2002 wechselte er als Formel-1-Testfahrer zu Toyota.

### GT-, Rallye- und Sportwagenrennen

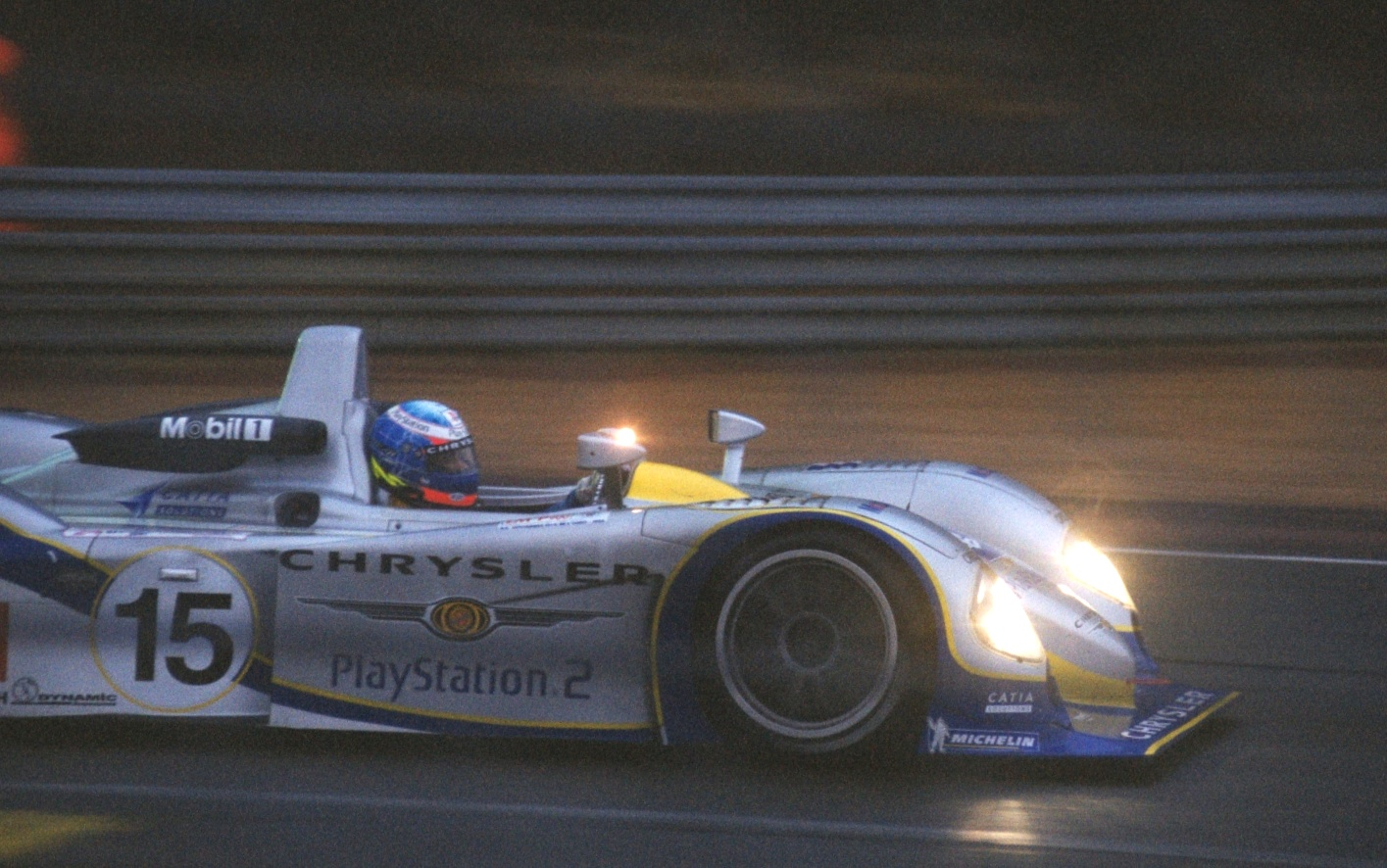
Am Steuer eines Chrysler LMP 2001 in Le Mans

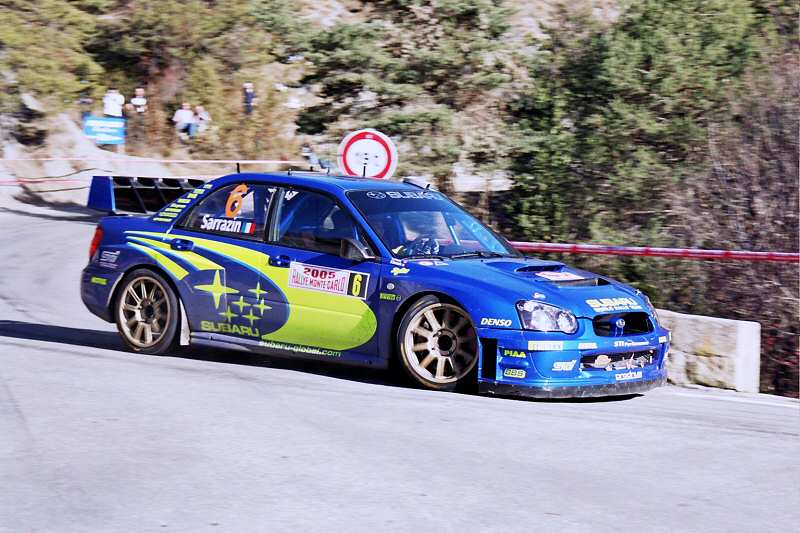
Sarrazin im Subaru Impreza WRC bei der Rallye Monte Carlo 2005

2003 fuhr Sarrazin in der World Series by Nissan, die er mit einem Sieg auf dem siebten Gesamtrang abschließen konnte. In den drei folgenden Jahren wurde er als Werksfahrer bei Subaru in der Rallye-Weltmeisterschaft eingesetzt. Er beendete die Saison 2004 mit acht Punkten auf dem elften Platz, 2005 mit sechs Punkten auf Rang 17 und 2006 mit sechs Punkten auf Platz 18. Nach den sporadischen Einsätzen für Aston Martin Racing bei dem 12-Stunden-Rennen von Sebring, den 24-Stunden-Rennen von Le Mans und den 24-Stunden-Rennen von Spa-Francorchamps 2005 wechselte er für die Saison 2006 in die American Le Mans Series. Bei den zehn Meisterschaftsläufen teilte er sich in neun Rennen das Cockpit mit Pedro Lamy. Mit drei Klassensiegen beendete Sarrazin die Saison als Vizemeister der GT1. Außerdem nahm erneut am 24-Stunden-Rennen von Le Mans teil und beendete das Rennen auf dem fünften GT1-Klassenrang.
2007 unterschrieb er einen Vertrag bei Peugeot als Werksfahrer in der Le Mans Series. Zusammen mit Pedro Lamy gewann er die Langstreckenmeisterschaft und siegte in drei von sechs Meisterschaftsläufen. In Le Mans feierte er mit dem zweiten Gesamtrang im Peugeot 908 HDi FAP gemeinsam mit Pedro Lamy und Sébastien Bourdais seinen bisher größten Erfolg an der Sarthe. 2008 folgte die zweite Saison bei Peugeot, Trotz des Gewinnes zweier Meisterschaftsläufe konnte Sarrazin sein Vorjahresergebnis nicht verbessern und fuhr auf Gesamtrang fünf ins Ziel. 2009, 2010 und 2011 startete er bei der Rallye Monte Carlo und belegte dort mit einem Peugeot 207 S2000 2009 den dritten und in den folgenden beiden Jahren jeweils den vierten Gesamtrang.

### Formel E
2014 kehrte Sarrazin in den Formelsport zurück und fuhr die erste Saison der FIA-Formel-E-Meisterschaft für Venturi. Beim ersten Rennen, dem Beijing ePrix, erzielte er als Neunter Punkte. Beim letzten Rennen in London führte Sarrazin das Rennen von der Pole-Position boxenstoppbereinigt durchgängig an und fuhr als erster über die Ziellinie. Wegen eines zu hohen Energieverbrauchs erhielt er jedoch eine Durchfahrtsstrafe, die in eine Zeitstrafe umgewandelt wurde und er fiel auf Platz 15 zurück. In der Fahrerwertung wurde Sarrazin 14. 2015/16 absolvierte Sarrazin für Venturi seine zweite Formel-E-Saison. Beim Long Beach ePrix wurde er Zweiter. Sarrazin schaffte es als einziger Fahrer bei jedem Rennen in die Top-10 und beendete die Saison auf dem sechsten Gesamtrang.
In der FIA-Formel-E-Meisterschaft 2016/17 blieb Sarrazin bei Venturi, wo Erfolge aber zunächst rar blieben: Bis zum Paris ePrix erreichte er lediglich zwei Punkte. Vor dem Berlin ePrix wechselte er jedoch zu Techeetah, wo er bis zum Saisonende zweimal den dritten Platz erreichte.
Für die folgende Saison erhielt er zunächst kein Cockpit, sprang jedoch ab dem Berlin E-Prix bei Andretti für Tom Blomqvist ein. Am Saisonende belegt er den 22. Platz in der Gesamtwertung.

## Statistik

### Karrierestationen
| - 1988–1992: Kartsport - 1993: Französische Formel Renault (Platz 5) - 1994: Französische Formel Renault (Meister) - 1995: Französische Formel 3 (Platz 8) - 1996: Französische Formel 3 (Platz 9) - 1997: Französische Formel 3 (Platz 2) - 1998: Formel 3000 (Platz 6) - 1998: Formel 1 (Testfahrer) - 1999: Formel 3000 (Platz 4) - 1999: Formel 1 - 2000: Formel 3000 (Platz 22) - 2000: Formel 1 (Testfahrer) - 2001: Formel 3000 (Platz 14) - 2001: Formel 1 (Testfahrer) - 2002: Formel 1 (Testfahrer) - 2003: World Series by Nissan (Platz 7) - 2003: FIA-Sportwagen-Meisterschaft, SR1 (Platz 6) - 2004: WRC (Platz 11) | - 2005: FIA-GT - 2005: ALMS, LMP1 (Platz 16) - 2005: WRC (Platz 17) - 2006: ALMS, LMP1 (Platz 2) - 2006: WRC (Platz 18) - 2007: Le Mans Series, LMP1 (Meister) - 2008: FIA-GT (Platz 9) - 2008: Le Mans Series, LMP1 (Platz 4) - 2008: ALMS, LMP1 (Platz 7) - 2009: FIA-GT (Platz 17) - 2009: ALMS, LMP1 (Platz 5) - 2009: IRC (Platz 14) - 2010: Le Mans Series, LMP1 (Meister) - 2010: ALMS, LMP - 2010: FIA-GT1-WM (Platz 41) - 2010: IRC (Platz 20) - 2011: Le Mans Series, LMP1 - 2011: ALMS, LMP1 | - 2011: V8 Supercars (Platz 81) - 2011: IRC (Platz 18) - 2012: WEC (Platz 15) - 2012: ELMS, LMP2 (Platz 6) - 2012: V8 Supercars - 2013: WEC (Platz 3) - 2013: Rolex Sports Car Series (Platz 13) - 2013: ERC (Platz 19) - 2014: WEC (Platz 5) - 2014: ERC (Platz 14) - 2015: Formel E (Platz 14) - 2015: WEC (Platz 6) - 2015: WRC (Platz 26) - 2016: Formel E (Platz 6) - 2016: WEC (Platz 3) - 2017: Formel E (Platz 10) - 2018: Formel E (Platz 22) |

### Statistik in der Formel-1-Weltmeisterschaft
Diese Statistik umfasst alle Teilnahmen des Fahrers an der Formel-1-Weltmeisterschaft.

#### Gesamtübersicht
| Saison | Team    | Chassis     | Motor        | Rennen | Siege | Zweiter | Dritter | Poles | schn. Runden | Punkte | WM-Pos. |
| ------ | ------- | ----------- | ------------ | ------ | ----- | ------- | ------- | ----- | ------------ | ------ | ------- |
| 1999   | Minardi | Minardi M01 | Ford 3.0 V10 | 1      | –     | –       | –       | –     | –            | –      | 24.     |
| Gesamt | Gesamt  | Gesamt      | Gesamt       | 1      | –     | –       | –       | –     | –            | –      |         |

#### Einzelergebnisse
| Saison | 1   | 2 | 3 | 4 | 5 | 6 | 7 | 8 | 9 | 10 | 11 | 12 | 13 | 14 | 15 | 16 |
| ------ | --- | - | - | - | - | - | - | - | - | -- | -- | -- | -- | -- | -- | -- |
| 1999   |     |   |   |   |   |   |   |   |   |    |    |    |    |    |    |    |
|        | DNF |   |   |   |   |   |   |   |   |    |    |    |    |    |    |    |

| Legende  | Legende            | Legende                                                          |
| Farbe    | Abkürzung          | Bedeutung                                                        |
| -------- | ------------------ | ---------------------------------------------------------------- |
| Gold     | –                  | Sieg                                                             |
| Silber   | –                  | 2. Platz                                                         |
| Bronze   | –                  | 3. Platz                                                         |
| Grün     | –                  | Platzierung in den Punkten                                       |
| Blau     | –                  | Klassifiziert außerhalb der Punkteränge                          |
| Violett  | DNF                | Rennen nicht beendet (did not finish)                            |
| Violett  | NC                 | nicht klassifiziert (not classified)                             |
| Rot      | DNQ                | nicht qualifiziert (did not qualify)                             |
| Rot      | DNPQ               | in Vorqualifikation gescheitert (did not pre-qualify)            |
| Schwarz  | DSQ                | disqualifiziert (disqualified)                                   |
| Weiß     | DNS                | nicht am Start (did not start)                                   |
| Weiß     | WD                 | zurückgezogen (withdrawn)                                        |
| Hellblau | PO                 | nur am Training teilgenommen (practiced only)                    |
| Hellblau | TD                 | Freitags-Testfahrer (test driver)                                |
| ohne     | DNP                | nicht am Training teilgenommen (did not practice)                |
| ohne     | INJ                | verletzt oder krank (injured)                                    |
| ohne     | EX                 | ausgeschlossen (excluded)                                        |
| ohne     | DNA                | nicht erschienen (did not arrive)                                |
| ohne     | C                  | Rennen abgesagt (cancelled)                                      |
| ohne     | keine WM-Teilnahme |                                                                  |
| sonstige | P/fett             | Pole-Position                                                    |
| sonstige | 1/2/3/4/5/6/7/8    | Punktplatzierung im Sprint-/Qualifikationsrennen                 |
| sonstige | SR/kursiv          | Schnellste Rennrunde                                             |
| sonstige | *                  | nicht im Ziel, aufgrund der zurückgelegten Distanz aber gewertet |
| sonstige | ()                 | Streichresultate                                                 |
| sonstige | unterstrichen      | Führender in der Gesamtwertung                                   |

### Einzelergebnisse in der FIA-Formel-E-Meisterschaft
| Jahr    | Team                   | 1   | 2   | 3   | 4   | 5    | 6   | 7   | 8   | 9    | 10  | 11  | 12  | Punkte | Rang |
| ------- | ---------------------- | --- | --- | --- | --- | ---- | --- | --- | --- | ---- | --- | --- | --- | ------ | ---- |
| 2014/15 | Venturi Formula E Team | BEI | PUT | PUN | BUE | MIA  | LBH | MON | BER | MOS  | LON | LON |     | 22     | 14.  |
| 2014/15 | Venturi Formula E Team | 9   | 12  | DNF | 10  | DNF  | 10  | 7   | 6   | (14) | 10  | 15  |     | 22     | 14.  |
| 2015/16 | Venturi Formula E Team | BEI | PUT | PUN | BUE | MEX  | LBH | PAR | BER | LON  | LON |     |     | 70     | 6.   |
| 2015/16 | Venturi Formula E Team | 9   | 4   | 9°  | 4   | 9    | 2   | 5   | 10° | 10   | 5°  |     |     | 70     | 6.   |
| 2016/17 | Venturi Formula E Team | HKG | MAR | BUE | MEX | MON  | PAR | BER | BER | NYC  | NYC | MTR | MTR | 36     | 10.  |
| 2016/17 | Venturi Formula E Team | 10  | 12  | 12  | 15  | 15*° | 10  |     |     |      |     |     |     | 36     | 10.  |
| 2016/17 | Techeetah              |     |     |     |     |      |     | 11  | 14  | 3    | 12* | 3   | 8   | 36     | 10.  |
| 2017/18 | MS&AD Andretti         | HKG | HKG | MAR | SAN | MEX  | PUN | ROM | PAR | BER  | ZÜR | NYC | NYC | 0      | 22.  |
| 2017/18 | MS&AD Andretti         |     |     |     |     |      |     |     |     | 20   | 14  | 12  | 12  | 0      | 22.  |

| Legende                      | Legende       | Legende                                                                 |
| Farbe                        | Abkürzung     | Bedeutung                                                               |
| ---------------------------- | ------------- | ----------------------------------------------------------------------- |
| Gold                         | —             | Sieger                                                                  |
| Silber                       | —             | 2. Platz                                                                |
| Bronze                       | —             | 3. Platz                                                                |
| Grün                         | —             | Platzierung in den Punkten                                              |
| Blau                         | —             | Klassifiziert außerhalb der Punkteränge                                 |
| Violett                      | DNF           | Rennen nicht beendet                                                    |
| Violett                      | NC            | nicht klassifiziert                                                     |
| Rot                          | DNQ           | nicht qualifiziert                                                      |
| Schwarz                      | DSQ           | disqualifiziert                                                         |
| Weiß                         | DNS           | nicht am Start                                                          |
| Weiß                         | WD            | zurückgezogen                                                           |
| Weiß                         | C             | Rennen abgesagt                                                         |
| Blanko                       |               | nicht teilgenommen                                                      |
| Blanko                       | DNP           | gemeldet, aber nicht teilgenommen                                       |
| Blanko                       | INJ           | verletzt oder krank                                                     |
| Blanko                       | EX            | ausgeschlossen                                                          |
| sonstige Formate und Zeichen | P/fett        | Pole-Position                                                           |
| sonstige Formate und Zeichen | kursiv        | Schnellste Rennrunde (ab 2017/18: Schnellste Rennrunde der ersten Zehn) |
| sonstige Formate und Zeichen | unterstrichen | Führender in der Gesamtwertung                                          |
| sonstige Formate und Zeichen | °             | FanBoost                                                                |
| sonstige Formate und Zeichen | *             | nicht im Ziel, aufgrund der zurückgelegten Distanz aber gewertet        |
| sonstige Formate und Zeichen | ( )           | Streichresultat                                                         |

### Le-Mans-Ergebnisse
| Jahr | Team                   | Fahrzeug            | Teamkollege       | Teamkollege              | Platzierung | Ausfallgrund     |
| ---- | ---------------------- | ------------------- | ----------------- | ------------------------ | ----------- | ---------------- |
| 2001 | Viper Team ORECA       | Chrysler LMP 2001   | Franck Montagny   | Yannick Dalmas           | Ausfall     | Motorschaden     |
| 2002 | PlayStation Team ORECA | Dallara SP1         | Franck Montagny   | Nicolas Minassian        | Rang 6      |                  |
| 2003 | Pescarolo Sport        | Courage C60         | Franck Lagorce    | Jean-Christophe Boullion | Rang 8      |                  |
| 2005 | Aston Martin Racing    | Aston Martin DBR9   | David Brabham     | Darren Turner            | Rang 9      |                  |
| 2006 | Aston Martin Racing    | Aston Martin DBR9   | Pedro Lamy        | Stéphane Ortelli         | Rang 10     |                  |
| 2007 | Team Peugeot Total     | Peugeot 908 HDi FAP | Pedro Lamy        | Sébastien Bourdais       | Rang 2      |                  |
| 2008 | Team Peugeot Total     | Peugeot 908 HDi FAP | Pedro Lamy        | Alexander Wurz           | Rang 5      |                  |
| 2009 | Team Peugeot Total     | Peugeot 908 HDi FAP | Franck Montagny   | Sébastien Bourdais       | Rang 2      |                  |
| 2010 | Team Peugeot Total     | Peugeot 908 HDi FAP | Franck Montagny   | Nicolas Minassian        | Ausfall     | Motorschaden     |
| 2011 | Team Peugeot Total     | Peugeot 908         | Franck Montagny   | Nicolas Minassian        | Rang 3      |                  |
| 2012 | Toyota Racing          | Toyota TS030        | Sébastien Buemi   | Anthony Davidson         | Ausfall     | Unfall           |
| 2013 | Toyota Racing          | Toyota TS030        | Sébastien Buemi   | Anthony Davidson         | Rang 2      |                  |
| 2014 | Toyota Racing          | Toyota TS040 Hybrid | Kazuki Nakajima   | Alexander Wurz           | Ausfall     | Elektrik         |
| 2015 | Toyota Racing          | Toyota TS040 Hybrid | Mike Conway       | Alexander Wurz           | Rang 6      |                  |
| 2016 | Toyota Racing          | Toyota TS050 Hybrid | Mike Conway       | Kamui Kobayashi          | Rang 2      |                  |
| 2017 | Toyota Gazoo Racing    | Toyota TS050 Hybrid | Mike Conway       | Kamui Kobayashi          | Ausfall     | Kupplungsschaden |
| 2018 | SMP Racing             | BR Engineering BR1  | Matewos Issaakjan | Jegor Orudschew          | Ausfall     | Unfall           |
| 2019 | SMP Racing             | BR Engineering BR1  | Sergej Sirotkin   | Jegor Orudschew          | Ausfall     | Unfall           |

### Sebring-Ergebnisse
| Jahr | Team                 | Fahrzeug            | Teamkollege       | Teamkollege        | Platzierung            | Ausfallgrund |
| ---- | -------------------- | ------------------- | ----------------- | ------------------ | ---------------------- | ------------ |
| 2005 | Aston Martin Racing  | Aston Martin DBR9   | Peter Kox         | Pedro Lamy         | Rang 14                |              |
| 2006 | Aston Martin Racing  | Aston Martin DBR9   | Jason Bright      | Pedro Lamy         | Rang 4                 |              |
| 2008 | Equipe Peugeot Total | Peugeot 908 HDi FAP | Nicolas Minassian | Pedro Lamy         | Rang 11                |              |
| 2009 | Team Peugeot Total   | Peugeot 908 HDi FAP | Franck Montagny   | Sébastien Bourdais | Rang 2                 |              |
| 2011 | Peugeot Sport Total  | Peugeot 908         | Franck Montagny   | Pedro Lamy         | Rang 3                 |              |
| 2012 | Starworks Motorsport | HPD ARX-03b         | Enzo Potolicchio  | Ryan Dalziel       | Rang 3 und Klassensieg |              |

### Einzelergebnisse in der FIA-Langstrecken-Weltmeisterschaft
| Saison  | Team                        | Rennwagen                | 1   | 2   | 3   | 4   | 5   | 6   | 7   | 8   | 9   |
| ------- | --------------------------- | ------------------------ | --- | --- | --- | --- | --- | --- | --- | --- | --- |
| 2012    | Starworks Motorsport Toyota | HPD ARX-03b Toyota TS030 | SEB | SPA | LEM | SIL | SAO | BAH | FUJ | SHA |     |
| 2012    | Starworks Motorsport Toyota | HPD ARX-03b Toyota TS030 | 3   | 34  | DNF | 9   | 7   | 8   | 9   | 8   |     |
| 2013    | Toyota                      | Toyota TS030             | SIL | SPA | LEM | SAO | AUS | FUJ | SHA | BAH |     |
| 2013    | Toyota                      | Toyota TS030             | 3   | 4   | 2   | DNF | 2   | 27  | DNF | 1   |     |
| 2014    | Toyota                      | Toyota TS040 Hybrid      | SIL | SPA | LEM | AUS | FUJ | SHA | BAH | SAO |     |
| 2014    | Toyota                      | Toyota TS040 Hybrid      | 2   | 3   | DNF | 6   | 2   | 2   | 1   | 4   |     |
| 2015    | Toyota                      | Toyota TS040 Hybrid      | SIL | SPA | LEM | NÜR | AUS | FUJ | SHA | BAH |     |
| 2015    | Toyota                      | Toyota TS040 Hybrid      | 4   | 5   | 6   | 6   | DNF | 6   | 5   | 3   |     |
| 2016    | Toyota                      | Toyota TS050 Hybrid      | SIL | SPA | LEM | NÜR | MEX | AUS | FUJ | SHA | BAH |
| 2016    | Toyota                      | Toyota TS050 Hybrid      | 2   | DNF | 2   | 6   | 3   | 3   | 1   | 2   | 5   |
| 2017    | Toyota                      | Toyota TS050 Hybrid      | SIL | SPA | LEM | NÜR | MEX | AUS | FUJ | SHA | BAH |
| 2017    | Toyota                      | Toyota TS050 Hybrid      |     | 5   | DNF |     |     | 3   |     |     |     |
| 2018/19 | SMP Racing                  | BR Engineering BR1       | SPA | LEM | SIL | FUJ | SHA | SEB | SPA | LEM |     |
| 2018/19 | SMP Racing                  | BR Engineering BR1       | DNF | DNF | 3   | DNF | DNF | DNF | 5   | DNF |     |